# Pinnacles Desert

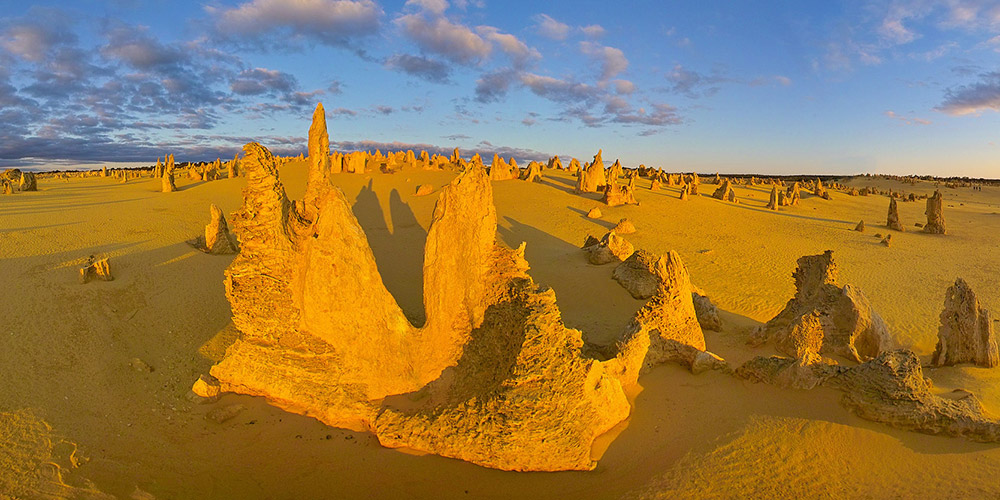
The Pinnacles, Austràlia Occidental

Els Pinacles són formacions calcàries dins del Parc Nacional de Nambung, prop de la ciutat de Cervantes, Austràlia Occidental.

## Característiques
La zona conté milers de pilars de pedra calcària degradats. Alguns dels pinacles més alts assoleixen altures de fins a 3,5 m per sobre de la base de sorra groga. Els diferents tipus de formacions inclouen unes que són molt més altes que amples i s'assemblen a columnes — cosa que suggereix el nom de Pinacles — mentre que d'altres només tenen un metre i una amplada que s'assemblen a làpides curtes. Es pot observar una estructura de llit creuat en molts pinacles on l'angle de la sorra dipositada va canviar sobtadament a causa dels canvis en els vents dominants durant la formació dels llits de pedra calcària. Els pinacles amb cims semblants als bolets es creen quan la capa de calcreta és més dura que la capa de pedra calcària que hi ha a sota. Les capes inferiors relativament més suaus resisteixen i s'erosionen a un ritme més ràpid que la capa superior, deixant més material a la part superior del pinacle.

## Formació

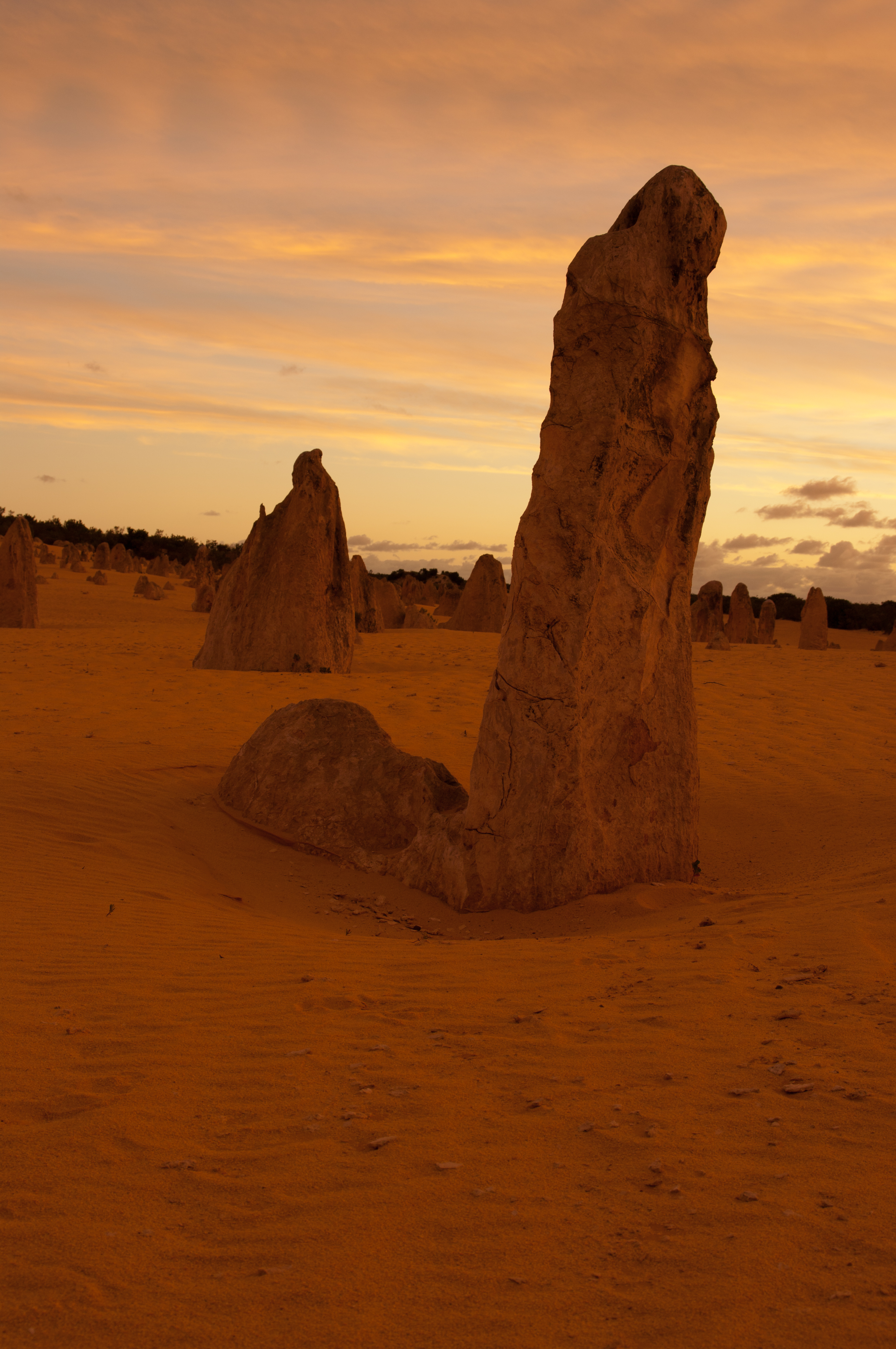
Els Pinacles durant la posta de sol

La matèria primera per a la pedra calcària dels Pinacles provenia de petxines marines d'una època anterior que era rica en vida marina . Aquestes petxines es van descompondre en sorres riques en calç que es van bufar terra endins per formar altes dunes mòbils. Tanmateix, la manera com aquestes matèries primeres van formar els Pinacles és objecte de debat. S'han proposat tres grans teories:
La primera teoria afirma que es van formar com a restes en dissolució de la pedra calcària de Tamala, és a dir, que es van formar com a resultat d'un període d'extensa meteorització solucional (carstificació). La solució focalitzada inicialment va formar petites depressions solucionals, principalment canonades de solució, que es van anar ampliant progressivament amb el temps, donant lloc a la topografia del pinacle. Alguns pinacles representen emplenaments de buits cimentats (microbalites i/o sorra redipositada), que són més resistents a l'erosió, però la dissolució encara va jugar el paper final en el desenvolupament dels pinacles.
Una segona teoria afirma que es van formar mitjançant la preservació de motlles d'arbres enterrades a les eolianites costaneres, on les arrels es van convertir en conductes d'aigua subterrània, donant lloc a la precipitació de calcret induït (dur). L'erosió eòlica posterior de l'eolianita va deixar al descobert els pilars de calcret.

## Fauna i flora
Els cangurs grisos occidentals pasturen a la vegetació del parc, generalment a primera hora del matí. Els cangurs es consideren bastant mansos, de vegades permetent que els visitants tranquils i lents s'apropin a ells. Les cacatues negres i els emús de Baudin s'observen amb freqüència al parc. Els rèptils com ara bobtails, goannes de sorra i pitons de catifes són alguns dels altres habitants del parc.
Algunes de les espècies vegetals comunes inclouen el panjang (una barça baixa), la barca costanera i el banjine, el quandong, la flor de la cua groga, la flor de la cua de fulla gruixuda i les llengües de cockies . L'arbust de lloro, la banksia de canelobres, la banksia de llenya i la banksia de gla també són habituals al parc.

## Turisme
Els Pinnacles van romandre desconeguts per a la majoria dels australians fins al 1967, quan la zona va ser declarada reserva, que més tard es va combinar amb dues reserves adjacents per formar el Parc Nacional de Nambung el 1994.
El Parc Nacional de Nambung va rebre uns 150.000 visitants a l'any a partir del 2011. El 2008 es va inaugurar el Pinnacles Desert Discovery Center, que ofereix mostres interpretatives del parc, tant dels processos naturals que van formar els Pinnacles com de la biodiversitat de la zona.
La millor estació per visitar els Pinacles és els mesos d'agost a octubre, ja que els dies són suaus i les flors silvestres, juntament amb el barça, comencen a florir a la primavera.«Nambung National Park».   Department of Parks and Wildlife. Arxivat de l'original el 2016-09-15. [Consulta: 8 desembre 2016].</ref>
No hi ha zones d'allotjament ni d'acampada disponibles al Parc Nacional de Nambung, però es poden trobar allotjaments a Cervantes.

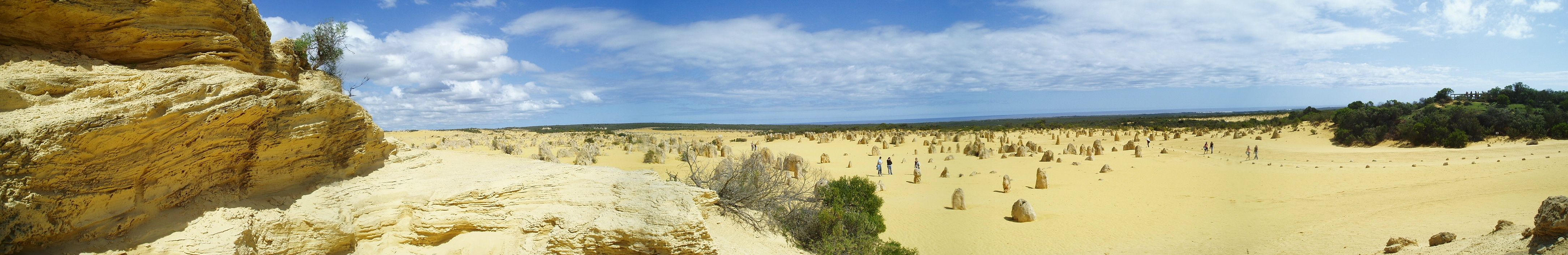
Panorama del desert dels Pinacles